# Meczet Ahmada Ibn Tuluna
Meczet Ahmada Ibn Tuluna (arab. مسجد أحمد بن طولون) – świątynia muzułmańska w Kairze, stolicy Egiptu, w dzielnicy Al-Kata'i. Uważana za najstarszy meczet kairski zachowany w oryginalnym kształcie. Zajmuje 26 318 m², jest największym meczetem Kairu i trzecim na świecie pod względem zajmowanej powierzchni.

## Historia

### Prace budowlane
Budowę meczetu zarządził namiestnik Egiptu z ramienia Abbasydów, Ahmad Ibn Tulun, który od 868 stał się de facto władcą niezależnym od stolicy w Bagdadzie. Według relacji historyka Al-Makriziego budowę meczetu rozpoczęto w 876. Natomiast na podstawie inskrypcji pozostawionej na jednej z płyt wiadomo, że meczet ukończono w 265 roku hidżry, czyli w roku 879 ery chrześcijańskiej.

### Wzgórze Dziękczynienia
Według miejscowej tradycji to właśnie to niewielkie wzgórze, na którym wybudowano meczet, o nazwie „Wzgórze Dziękczynienia”, było miejscem lądowania biblijnej arki Noego po potopie, a nie góra Ararat.

### Kairska Al-Kata'i
Meczet był pomyślany początkowo jako centralny punkt założonej przez Tulunidów stolicy, o nazwie Al-Kata'i (ob. dzielnica Kairu), do której przenieśli się z założonego przez Amra Ibn al-Asa Al-Fustat. Pierwotnie meczet przylegał do pałacu Ibn Tuluna, z którego można się było dostać bezpośrednio do sali modlitewnej przez drzwi umieszczone w pobliżu minbaru. Po zniszczeniu osiedla Al-Kata'i na początku X w. meczet był jedynym ocalałym obiektem.

### Gruntowne remonty meczetu
Meczet kilkakrotnie poddawano generalnemu remontowi. Po raz pierwszy w 1177, na rozkaz wezyra fatymidzkiego Badra al-Dżamali, co zostało upamiętnione inskrypcją na jednej z płyt meczetu, zawierającą szyicką wersję szahady, z dodanymi pod koniec słowami: „(Wierzę, że) [...] a Ali jest namiestnikiem Boga”. Po raz ostatni meczet został odremontowany w 2004 z inicjatywy Najwyższej Rady Egiptu ds. Starożytności.

## Architektura

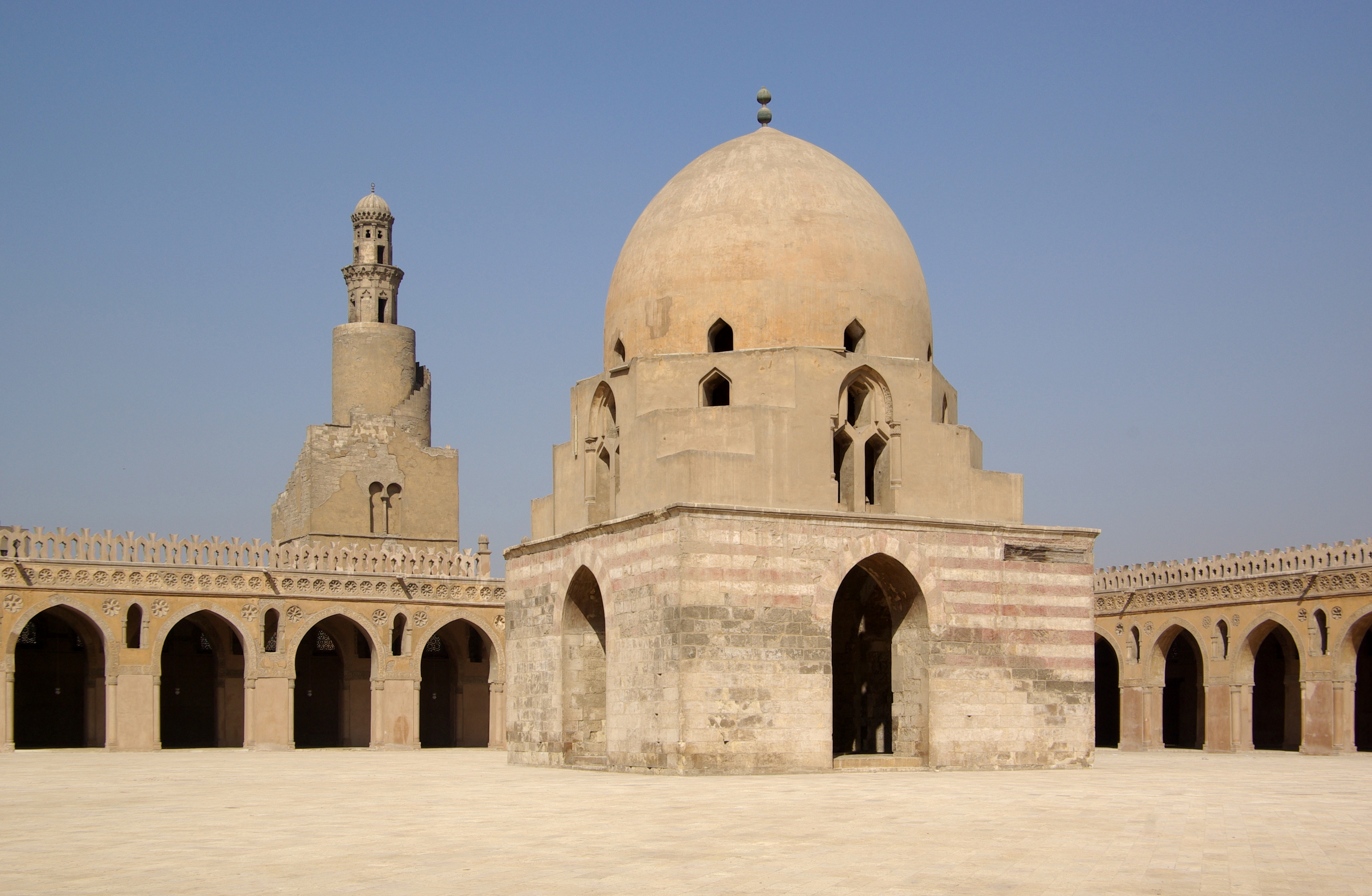
Studnia do ablucji sabil, wybudowana przez sułtana mameluckiego Ladżina (1296 - 1299); w głębi charakterystyczny minaret spiralny

### Na wzór Samarry
Meczet wyraźnie wzorowano na analogicznych budowlach w Samarze, stolicy Abbasydów w latach 836–892. Centralną częścią meczetu jest dziedziniec (arab. 'sahn'), wokół którego z czterech stron biegną sklepione portyki (arab. 'riwak'), z których najrozleglejszy przylega do muru od strony „kibli”, kierunku modlitwy w stronę Mekki. Jako budulec posłużyły cegły pokryte stiukiem. Studnia z fontanną do ablucji (arab. 'sabil') mieściła się pierwotnie na obszarze między murami zewnętrznym a wewnętrznym. Pod koniec XIII w. sułtan mamelucki Ladżin (1296 – 1299) postawił nową studnię, z wysoko sklepionym dachem, pośrodku dziedzińca.

### Minaret spiralny
Nie ma zgody wśród specjalistów w sprawie daty ukończenia minaretu, który obiega z zewnątrz, spiralnie, ciąg schodów, podobnie jak w słynnym minarecie w Samarze. Według legendy Ibn Tulun wpadł na pomysł budowy tego minaretu przypadkowo: siedząc w towarzystwie swoich dygnitarzy dworskich, zaczął nie zdając sobie sprawy, że jest obserwowany, nawijać kawałek pergaminu na palec. Zapytany przez jednego z obecnych, co robi, miał odpowiedzieć zmieszany, że właśnie zaprojektował minaret.
Wiele cech architektonicznych minaretu wskazuje, że mamy do czynienia z elementem późniejszym. Przede wszystkim minaret sprawia wrażenie oderwanego od głównej bryły meczetu, co byłoby niemożliwe, gdyby wybudowano go w tym samym czasie, co meczet. Według historyka architektury, Dorisa Behrens-Abouseifa, sułtan Ladżin, który odbudował meczet w 1296, odpowiada za obecny kształt jego minaretu.

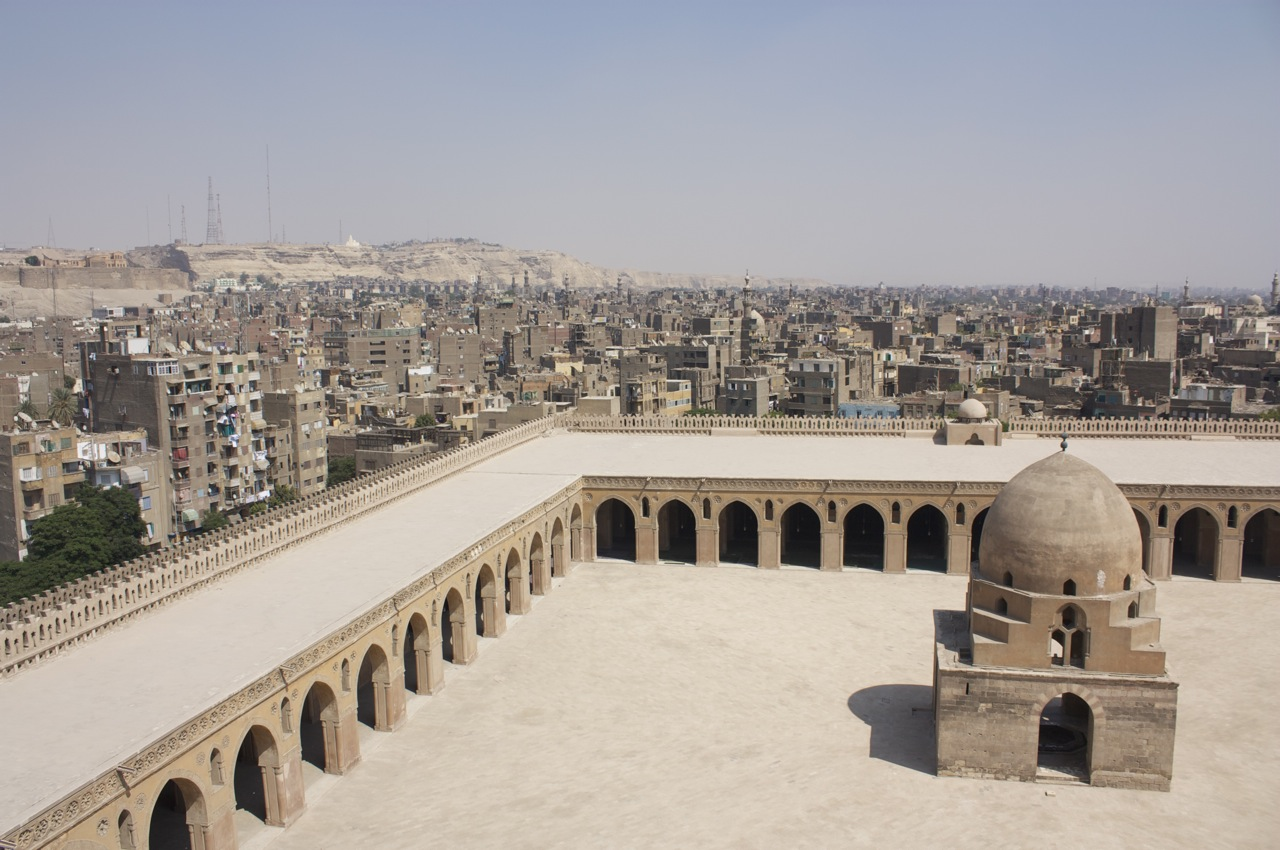
Widok z meczetu na Kair

### Obiekty przyległe do meczetu
Jeszcze w średniowieczu do zewnętrznego muru meczetu dobudowano kilka domów prywatnych. Większość z nich została w 1928 zniszczona z inicjatywy Komitetu ds. Konserwacji Zabytków Arabskich, z wyjątkiem dwóch najstarszych i najlepiej zachowanych. „Dom kobiety z Krety” (arab. 'bajt al-kritlijja') oraz „Dom Amny Bint Salim” (arab. 'bajt Amna Bint Salim), stały pierwotnie oddzielnie, następnie zostały połączone przy pomocy kładki na wysokości trzeciego piętra.
Dom, do którego dostęp prowadzi przez zewnętrzne mury meczetu, jest dostępny dla turystów, jako Muzeum Gayera-Andersona, nazwane od brytyjskiego generała R.G. 'Johna' Gayera-Andersona, który mieszkał tu do 1942.

## James Bond w meczecie Ibn Tuluna
Niektóre sekwencje z filmu z serii o przygodach Jamesa Bonda „The Spy Who Loved Me” (Szpieg, który mnie kochał) (z 1977) z Rogerem Moore'em i Barbarą Bach kręcono na terenie meczetu Ahmada Ibn Tuluna oraz na terenie Muzeum Gayera-Andersona.

## Galeria

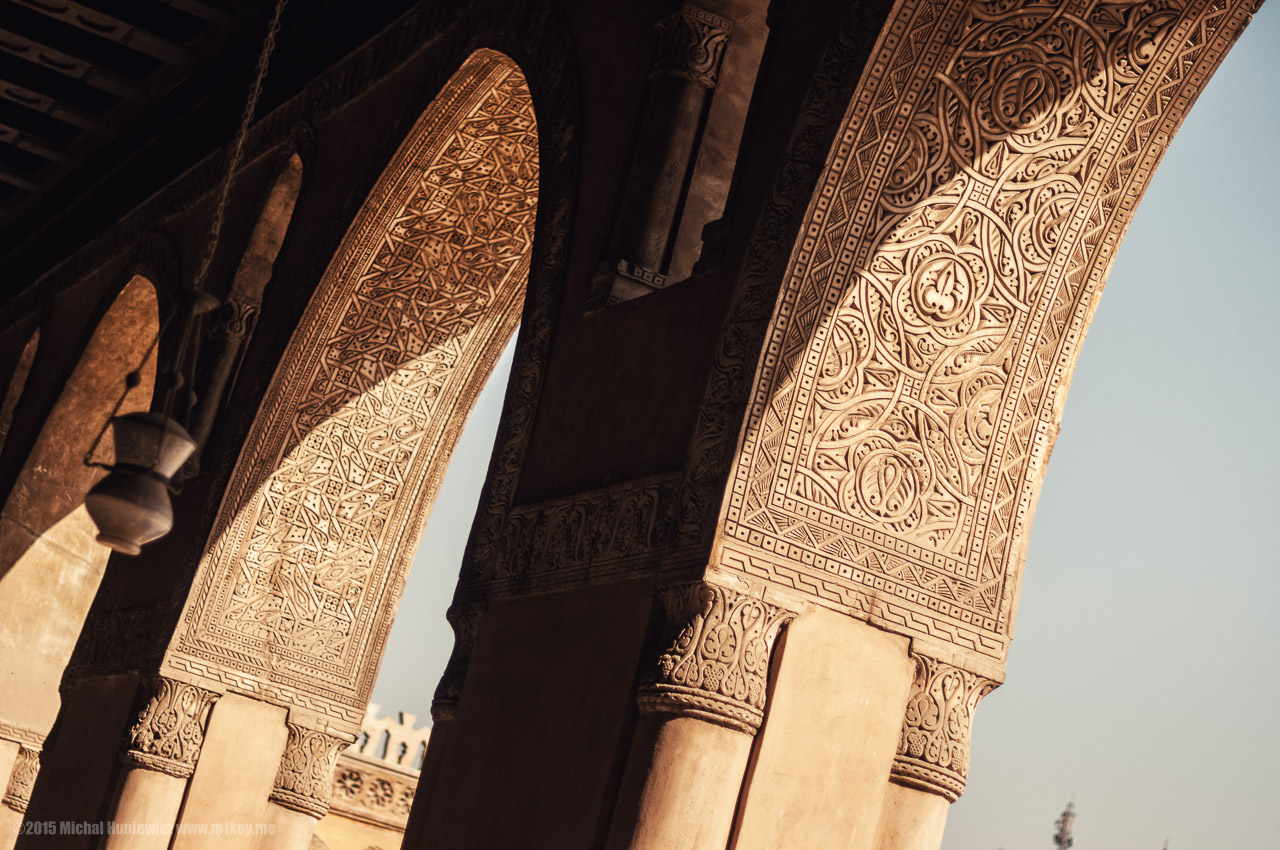
Detal łuków
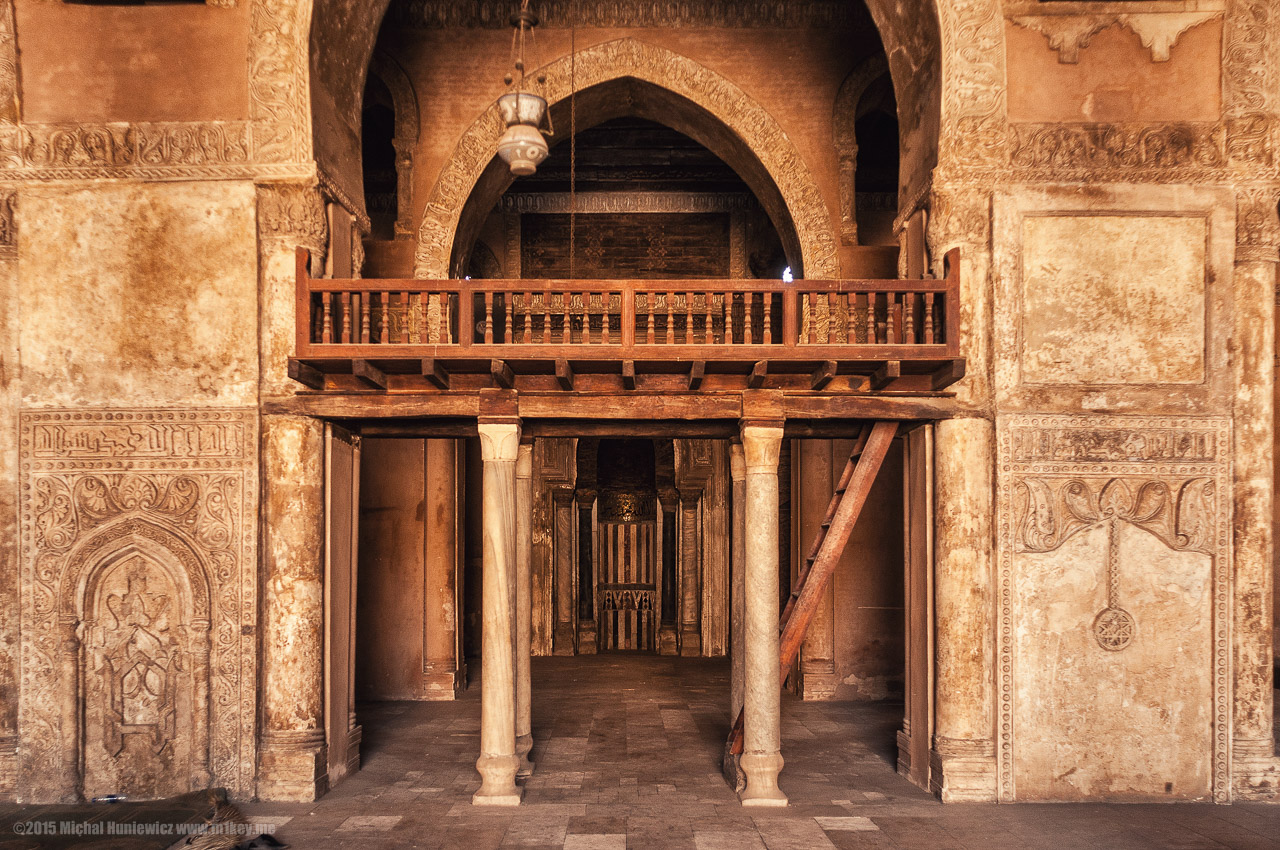
Dikka i mihrab
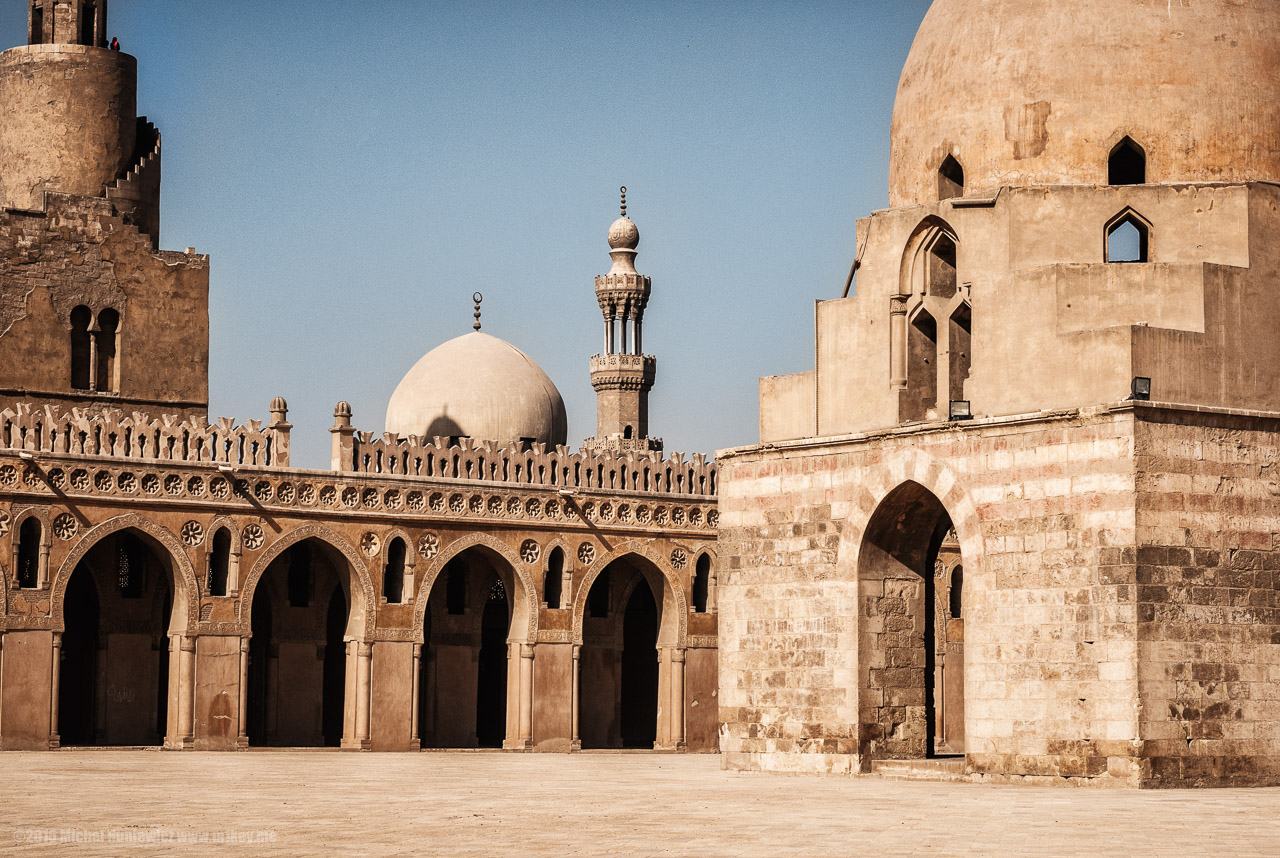
Sabil i minaret